# 岩手船越站
岩手船越站（日语：／ Iwate-Funakoshi eki */?）是位於岩手縣上閉伊郡山田町船越6番28號，三陸鐵道的谷灣線車站。此站的愛稱為「本州最東端之車站」，這是取自此站是本州最東的車站。

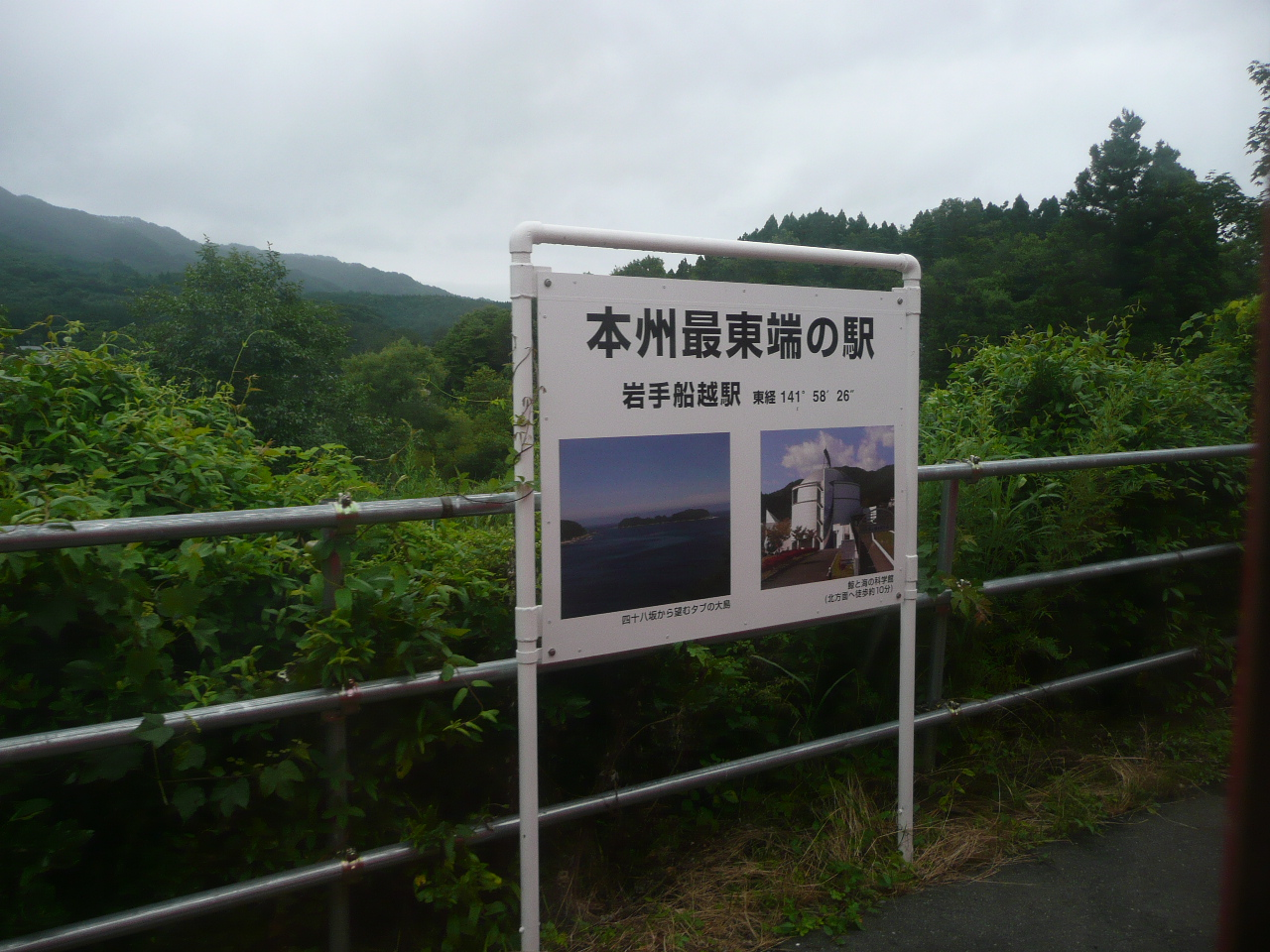
月台上的「本州最東車站」牌（2007年7月）

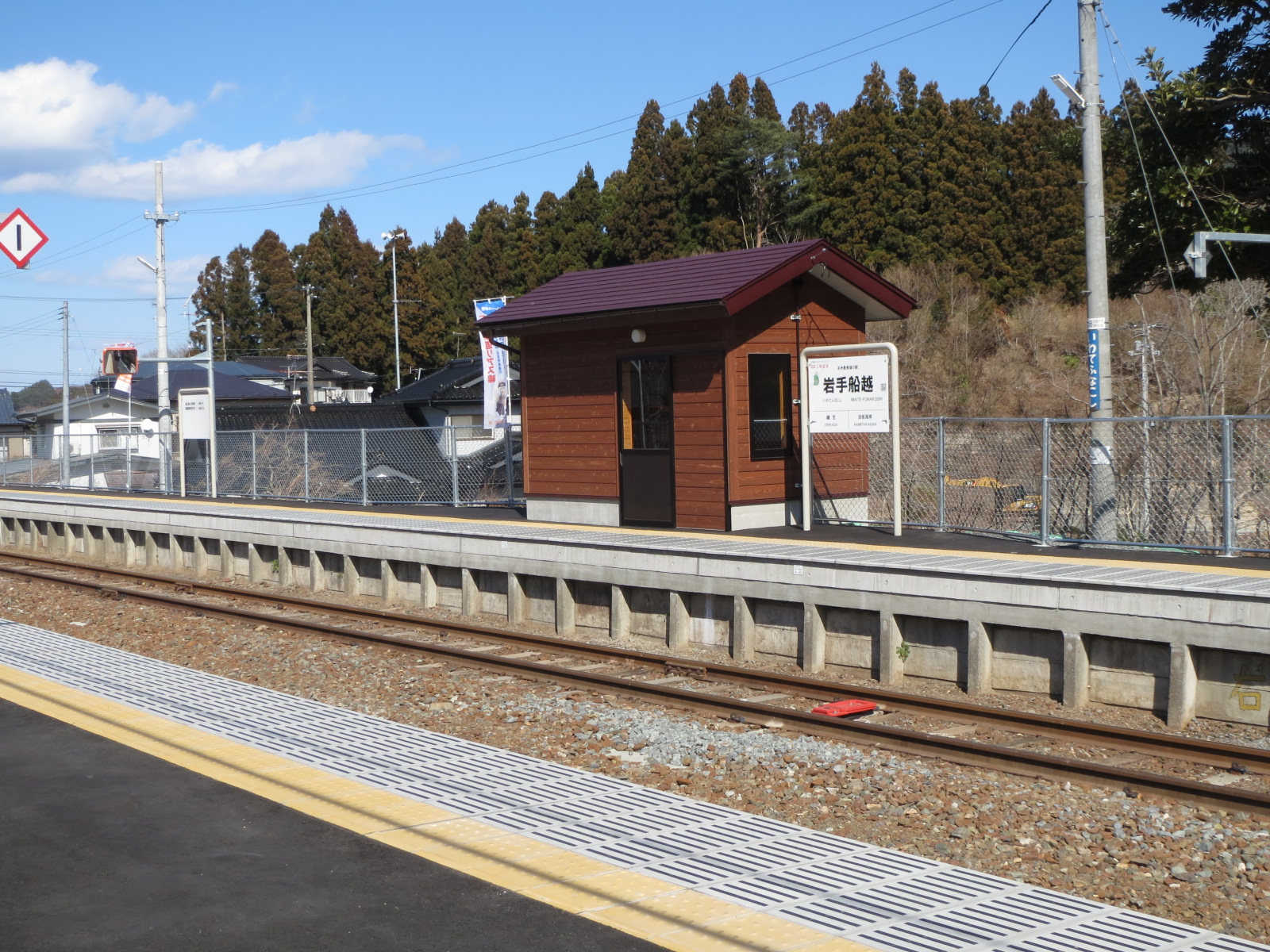
月台（2019年3月）

## 歷史

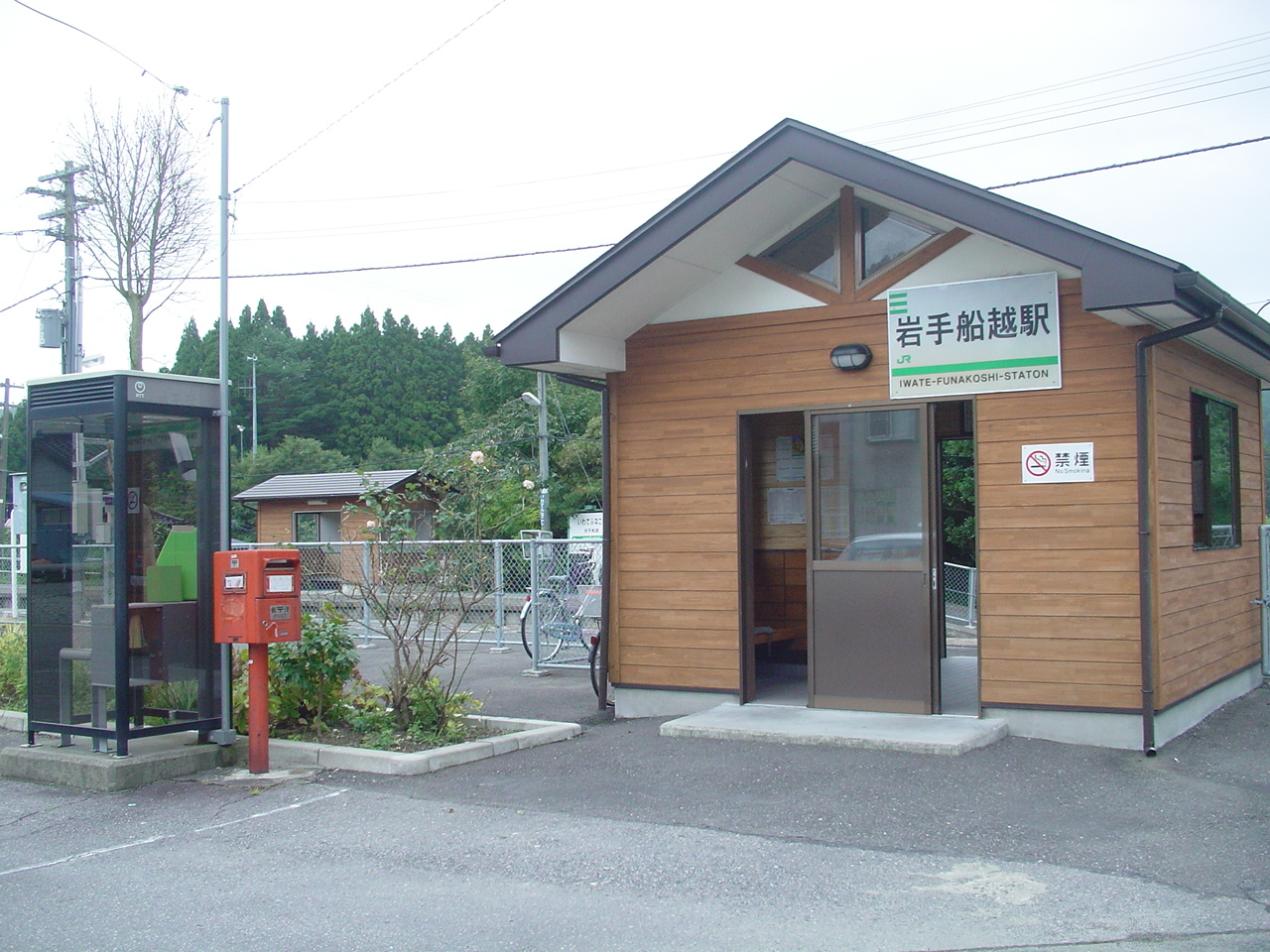
JR時代的站房（2007年9月）

- 1936年（昭和11年）11月10日：鐵道省山田線車站啟用[1]。
- 1987年（昭和62年）
  - 3月17日：廢除岩手船越站長，此站由陸中山田站長管理。
  - 4月1日：伴隨國鐵分割民營化，車站由東日本旅客鐵道（JR東日本）營運[3][1]。
- 2001年（平成13年）12月：管理站陸中山田站不再派遣車站職員至此站，成為無人車站。
- 2011年（平成23年）3月11日：發生東北地方太平洋近海地震（東日本大震災），使此站暫停營業。
- 2019年（平成31年）3月23日：包含此站在內宮古站至釜石站之間重開，同時三陸鐵道繼承該區段[4]。

## 車站構造
此站是地面車站，設有2面2線的相對式月台，可進行列車交會。此站是無人車站。此站設有側線，該側線靠近山邊一方，側線曾經用作起卸郵件專用，當時設有郵車使用該側線。現時沒有車輛使用。
車站大樓與候車室比較簡單。從此站出發的下行列車（宮古方向）設有1班，該列車是來自上行列車到達此站後，進行列車分離作業隨後折返，因此該班次會在2號月台出發。

### 月台
| 月台 | 路線    | 上下行 | 方向           | 備註                        |
| ---- | ------- | ------ | -------------- | --------------------------- |
| 1    | ■谷灣線 | 下行   | 宮古、久慈方向 | 從此站出發的列車使用2號月台 |
| 2    | ■谷灣線 | 上行   | 釜石、盛方向   |                             |

## 使用狀況
在2000年度（平成12年度），1日平均乘車人次為127人。

## 車站周邊
- 鯨魚和海之科學館（日语：鯨と海の科学館）
- 山田町公所船越分所
- 船越郵局
- 國道45號
- E45 三陸自動車道（山田道路） - 山田南交匯處（日语：山田南インターチェンジ）
- 道之驛山田（日语：道の駅やまだ）
- 岩手縣北巴士（日语：岩手県北自動車）「船越站前」巴士站

## 相鄰車站
三陸鐵道
■谷灣線
浪板海岸－岩手船越－織笠

## 注腳
1. 1 2 3  曾根悟（監修）. 朝日新聞出版分冊百科編集部（編集） , 编. . 週刊朝日百科. 21号 釜石線・山田線・岩泉線・北上線・八戸線. 朝日新聞出版. 2009-12-06: 18-19 （日语）.
2. ↑  . 三陸鉄道株式会社. 2019-02-21  [2019-03-26]. （原始内容存档于2019-03-27） （日语）.
3. ↑  『交通年鑑 昭和63年版』 交通協力會，1988年3月。
4. ↑   (PDF).   [2021-01-21]. （原始内容存档 (PDF)于2019-10-14）.
5. ↑  . 東日本旅客鐵道.   [2018-03-08]. （原始内容存档于2018-02-13） （日语）.

## 外部連結
- 車站·周邊資訊【岩手船越站】 （页面存档备份，存于）（日語）：三陸鐵道